# Георги Щерев
Георги Щерев Стоянов е български диригент, музикант, оркестрант и преподавател.

## Биография
Георги Щерев е роден на 12 март 1924 година в Горна Джумая в семейството на бежанците от Егейска Македония – Велика Джамбазова от село Баровица и Щерьо Стоянов от село Тумба. Ранното му детство преминава в Благоевград. В 1934 година умира майка му, а през 1937 година и баща му и със сестра му Кирилка Щерева са настанени в сиропиталища – сестра му в сиропиталище за момичета „Родина“, а той в сиропиталище „Битоля“ в София. Завършва основното си образование в училище „Елин Пелин“ в 1938 година. Поради навършени години е преместен в пансион за юноши и младежи „Наше огнище“ и записва да учи в Четвърта мъжка гимназия, София. Изучава зъботехника и свири на китара. През януари 1944 година, при бомбардировките на София по време на Втората световна война, пансионът е разформирован и Щерев се връща в Горна Джумая. През есента на 1944 година е приет във Въздушнотехническото училище – летище „Карлово“. Там сформира естраден оркестър. С оркестъра изнася концерти пред военни поделения и в близките градове – Карлово, Габрово, Търново, Трявна и други. След едногодишния курс във Въздушнотехническото училище е дипломиран с отличие като специалист по електробордни уреди. Остатъкът от военната служба изкарва в София на летище „Враждебна“ и във Въздушни войски. След уволнението си работи две години като зъботехник в град Петрич.
През 1948 година се завръща в Горна Джумая и е приет като самодеец – китарист в мандолинния оркестър при читалището. Освен като китарист в мандолинния оркестър, участва и като виолист в ансамбъл „Македонска песен“ с ръководител Златко Коцев. През 1952 година е приет в извънреден клас с предмет „виола“ в Музикалното училище в София. Ръководството на Образцово народно читалище „Никола Вапцаров“, Благоевград за активното му и ползотворно участие в двата читалищни състава – мандолинния оркестър и ансамбъл „Македонска песен“, му отпуска читалищна стипендия – нещо рядко за възможностите на читалищата, с договаряне след завършване на образованието да бъде три години на разположение за нуждите от местни музикални кадри.
През 1956 година е назначен за преподавател по цигулка в Детската музикална школа към читалище „Никола Вапцаров“. От 1964 година е и преподавател по китара и мандолина. През 1964 година става ръководител и диригент на мандолинния оркестър „Пирински звуци“. До 2003 г. е диригент на оркестъра, а до 2008 г. и Главен художествен ръководител.
Автор е на книгата „С музиката в сърцето ми. 60 години с Представителен китаро-мандолинен оркестър „Пирински звуци“.

### История на „Пирински звуци“
- 1969 г., в гр. Плевен – „Лауреат“ на III Републикански фестивал на художествената самодейност
- 29 юни 1972 г. – Орден „Кирил и Методий“ – III степен по случай 25 години от основаването на китаро-мандолинен оркестър „Пирински звуци“ и за големите му успехи в музикалната самодейност /УКАЗ на ордените, медалите и званията № 1457 на ДС на НРБ/

Орден „Кирил и Методий“ – II степен – Георги Щерев Стоянов, Иван Димитров Дерменджиев; д-р Дойчин Цветанов Димитров; Орден „Кирил и Методий“ – III степен – Лефтер Стоянов Костов и Здравко Мицов Фезов /УКАЗ на ордените, медалите и званията № 1110 на ДС на НРБ/
- 1974 г., гр. Кюстендил – „Лауреат“ на IV Републикански фестивал на художествената самодейност

Специалната награда – грамота на диригента Георги Щерев и мандолинния оркестър „Пирински звуци“ при Образцово народно читалище „Никола Вапцаров“, Благоевград за високо художествено изпълнение на „Шега, песен и хорце“ от нар. арт. Марин Големинов на Съюза на българските композитори
- 10 юли 1979 г., гр. Благоевград – „Лауреат“ и носител на Златен медал на V Републикански фестивал на художествената самодейност и V Републиканска спартакиада.
- 1979 г., гр. Кърджали – китаро-мандолинен оркестър „Пирински звуци“ е отличен със званието „Представителен оркестър“.
- Септември 1982 г. – Почетни грамоти и почетни златни значки на китаро-мандолинен оркестър „Пирински звуци“ и Георги Щерев Стоянов за всепризната дейност за задълбочаване на всестранното сътрудничество и сближаването на Народна република България със Съюза на съветските социалистически републики от Общонародния комитет за българо-съветска дружба.
- 28 август 1984 г., гр. Логроньо, Испания. За участие във фестивал, оркестърът получава оригинално ръчно изработен приз на Фестивала на мандолинни оркестри, гр. Логроньо, Испания.
- 1984 г., гр. Ямбол – „Лауреат“ на VI Републикански фестивал на художествената самодейност – Златен медал на „Пирински звуци“.
- май 1987 г., гр. Лонгжюмо, Франция, Международен фестивал – за участие във фестивала – Почетна грамота и медал
- 1 март 1988 г. – Грамота за високи идейно-художествени постижения в народното творчество на Георги Щерев Стоянов – Главен художествен ръководител на китаро-мандолинен оркестър „Пирински звуци“, гр. Благоевград от Комитет за Култура, Център за художествена самодейност
- 1989 г. – „Лауреат“ на VII Републикански фестивал на художествената, Златен медал на „Пирински звуци“.
- юни 1989 г., гр. Керкраде Холандия – XI световен музикален конкурс гр. Керкраде, Холандия 1989 г. Оркестърът завоюва – Първа награда, Златен медал
- май 1991 г., гр. Ремиремонт, Франция. Оркестърът получава грамота от участие във фестивала
- 1993 г., гр. Серес, Гърция – самостоятелен концерт на Китаро-мандолинен оркестър „Пирински звуци“, гр. Благоевград
- 1994 г., гр. Скопие и гр. Тетово – Македония – самостоятелен концерт на Китаро-мандолинен оркестър „Пирински звуци“, гр. Благоевград
- 1996 г., гр. Битоля – Македония – самостоятелен концерт на Китаро-мандолинен оркестър „Пирински звуци“, гр. Благоевград
- септември 1999 г., гр. Ла Коруня, Испания – X юбилеен концерт, организиран от мандолинния оркестър „Исак Албенц“. Оркестърът получава грамота от участие във фестивала.
- февруари 2003 г., Национален дворец на културата, гр. София – 90 годишен юбилей на Националната търговско – банкова гимназия в гр. София – Оркестърът получава специална почетна грамота.

## Отличия и награди
- „Златна лира“ /2002 г./ по повод честване на 50-годишната художествено-творческа дейност на Георги Щерев като диригент на Китаро-мандолинен оркестър „Пирински звуци“ и за високите му художествено-творчески постижения от Ръководството на Съюза на българските музикални и танцови дейци.
- Грамота за активна читалищна дейност от Съюза на Народните читалища в България /12 декември 2002 г./
- Грамота за дългогодишно участие и принос в развитието на читалището по повод 70-годишнината от създаването на Китаро-мандолинен оркестър „Пирински звуци“ и неговата 50-годишна художествено-творческа дейност от Образцово народно читалище „Никола Вапцаров“, Благоевград /12 декември 2002 г./
- Грамота от Министерство на културата за принос в развитието и популяризирането на читалищното дело в България /2006 г./
- „Почетен гражданин на Благоевград“ за голям принос в музикалното изкуство на града от Общински съвет Благоевград /2002 г./[2]
- Орден „Кирил и Методий“ – I степен и медал „Климент Охридски“.